# Lőwy Dóra
Lőwy Dóra Mercédesz (Tata, 1977. június 28. –) olimpiai ezüstérmes magyar válogatott kézilabdázó.

## Pályafutása
1988-ban Tatán kezdett kézilabdázni Bán István edző irányítása alatt, majd Budapestre került, ahol a Ferencváros ificsapatában játszott. 1994-ben már a felnőtt csapatban is bemutatkozott. 2003-ig 351 mérkőzésen képviselte a Fradit, és 891 gólt dobott.
A Ferencvárosnál eltöltött időszak alatt öt bajnoki címet és négy kupagyőzelmet szerzett. 2002-ben tagja volt a Bajnokok Ligája-döntős csapatnak is.
2003 és 2005 között az osztrák Hypóhoz szerződött, mellyel kétszeres osztrák bajnok és kétszeres osztrák kupagyőztes lett.

### A válogatottban
1994-ben a női ifjúsági kézilabda-Európa-bajnokságon tagja volt a nyolcadik helyezett válogatottnak. 1997-ben a junior vb-n a tizenhat között kiesett a válogatottal. 1999-ben, a felnőtt válogatott tagjaként ötödik lett a norvégiai világbajnokságon. Ugyanitt az All-Star csapatába is beválogatták. 2000 januárjában térdsérülést szenvedett, emiatt hat hónapos kihagyásra kényszerült, így nem szerepelhetett a világválogatottban, ahová meghívást kapott. 2000-ben olimpiai ezüstérmes lett Sydneyben. A 2000-es Európa-bajnokságon sérülése miatt nem vett részt. Az utolsó kimaradó játékos volt a 2001-es világbajnokságon induló csapatban.

## Sikerei
- NB I:
  - Bajnok: 1994, 1995, 1996, 1997, 2000, 2002
- Magyar kupa:
  - Győztes: 1994, 1995, 1996, 1997
- Women Handball Austria:
  - Bajnok: 2004, 2005
- ÖHB Kupa:
  - Győztes: 2004, 2005
- EHF-kupagyőztesek Európa-kupája:
  - Ezüstérmes: 1994
- Olimpiai játékok:
  - Ezüstérmes: 2000

## Díjai, elismerései
- A Magyar Köztársasági Érdemrend lovagkeresztje (2000)